# ハーヴェイ・ウィリアムス・クッシング

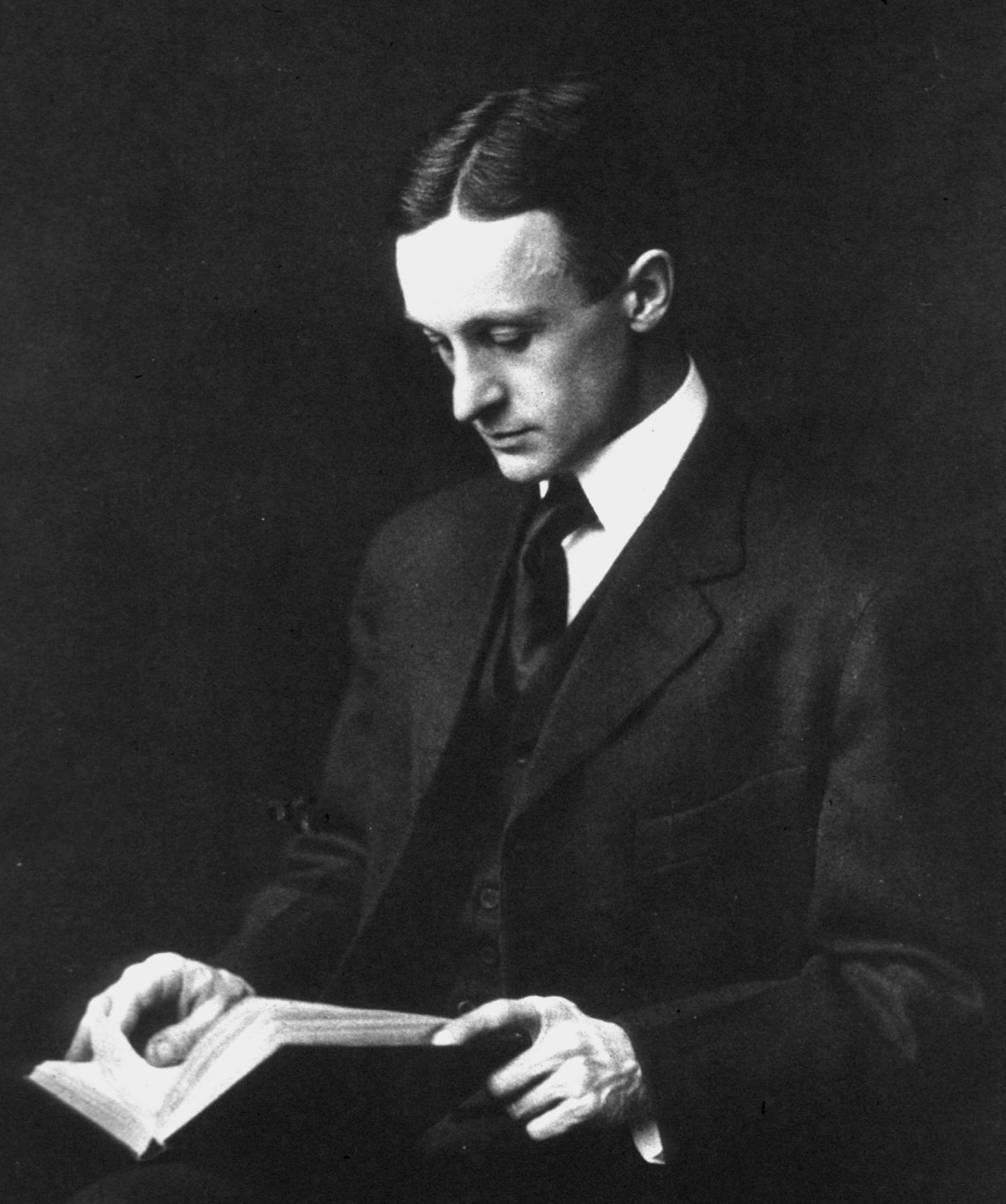
ハーヴェイ・クッシング

ハーヴェイ・ウィリアムス・クッシング（Harvey Williams Cushing, 1869年4月8日 - 1939年10月7日）はアメリカの脳神経外科医。
脳神経外科学の発展に貢献し、クッシング病の名前で知られている。

## 略歴
- オハイオ州クリーブランドで誕生。
- エール大学を卒業後、ハーバード大学医学部で内科学を専攻して、1895年に卒業。
- マサチューセッツ総合病院でインターンシップを終了し、その後ボルチモアのジョンズ・ホプキンス病院で外科学を研究。
- ボストンにあるハーバード大学医学部付属ピーター・ベント・ブリガム病院（現在のブリガム・アンド・ウィメンズ病院）で外科学の教授に就任。
- 1933年からは、母校エール大学で死ぬその日まで勤務していた。

## 功績
- 1902年 - クッシング反射を発表。
- 1912年 - 下垂体性の内分泌症候群を発表（クッシング病）。
- 1926年 - ピューリッツァー賞を受賞。

## 関連
- 内分泌学
- 脳神経外科学
- 頭蓋内圧